# Euhelopodidae
De Euhelopodidae zijn een familie van uitgestorven sauropode dinosauriërs met een betwist lidmaatschap en affiniteiten, die Euhelopus en zijn naaste verwanten bevat. De meeste voorgestelde euhelopodiden komen uit Oost-Azië.
Euhelopodidae werd voor het eerst benoemd in 1929 door Carl Wiman onder de naam Helopodidae, aangezien Euhelopus oorspronkelijk Helopus heette. De naam was echter al bezet door een vogel, dus in 1956 stelde Alfred Sherwood Romer de naam Euhelopus samen met Euhelopodinae voor ter vervanging; Romer classificeerde Euhelopodinae als een onderfamilie van Brachiosauridae, waarin hij ook Camarasaurinae en Cetiosaurinae opnam, in plaats van als een eigen familie. Naast Euhelopus zelf, plaatste Romer Chiayusaurus, Omeisaurus en Tienshanosaurus in Euhelopodinae.
De taxonomische inhoud van Euhelopodidae is onzeker, als gevolg van de onstabiele positie van Euhelopus zelf. Sommige studies hebben geconcludeerd dat Euhelopus een niet-neosauropode is die nauw verwant is aan Mamenchisaurus, wat Euhelopodidae gelijk zou maken aan Mamenchisauridae. Andere studies hebben Euhelopus geïnterpreteerd als neosauropode verenigd met titanosauriërs in de Somphospondyli. Een gezamenlijk onderzoek door Jeffrey Wilson en Paul Upchurch, die eerder tegengestelde kanten hadden gekozen in het debat, concludeerde dat Euhelopus nauw verwant was aan titanosauriërs. Het gebrek aan onderzoek naar Mamenchisaurus-achtige taxa heeft echter een goede toetsing van deze hypothese belemmerd, en er zijn verschillende overeenkomsten tussen Euhelopus en Mamenchisaurus-achtige taxa waarmee in de meeste analyses geen rekening is gehouden.
Michael D'Emic (2012) formuleerde de eerste fylogenetische definitie van Euhelopodidae en definieerde het als de clade die alle neosauropoden bevat die nauwer verwant zijn aan Euhelopus zdanskyi dan aan Neuquensaurus australis. Hieronder staat een cladogram dat de cladistische hypothese van Euhelopodidae toont, voorgesteld door D'Emic.
|  | Euhelopus                                                          |
|  |                                                                    |
|  | Daxiatitan                                                         |
|  |                                                                    |
|  | \| \| Tangvayosaurus \| \| \| \| \| \| Phuwiangosaurus \| \| \| \| |
|  |                                                                    |
|  | Tangvayosaurus                                                     |
|  |                                                                    |
|  | Phuwiangosaurus                                                    |
|  |                                                                    |

|  | Tangvayosaurus  |
|  |                 |
|  | Phuwiangosaurus |
|  |                 |

|  | Euhelopus                                                          |
|  |                                                                    |
|  | Daxiatitan                                                         |
|  |                                                                    |
|  | \| \| Tangvayosaurus \| \| \| \| \| \| Phuwiangosaurus \| \| \| \| |
|  |                                                                    |
|  | Tangvayosaurus                                                     |
|  |                                                                    |
|  | Phuwiangosaurus                                                    |
|  |                                                                    |

|  | Tangvayosaurus  |
|  |                 |
|  | Phuwiangosaurus |
|  |                 |

|  | Euhelopus                                                          |
|  |                                                                    |
|  | Daxiatitan                                                         |
|  |                                                                    |
|  | \| \| Tangvayosaurus \| \| \| \| \| \| Phuwiangosaurus \| \| \| \| |
|  |                                                                    |
|  | Tangvayosaurus                                                     |
|  |                                                                    |
|  | Phuwiangosaurus                                                    |
|  |                                                                    |

|  | Tangvayosaurus  |
|  |                 |
|  | Phuwiangosaurus |
|  |                 |

|  | Euhelopus                                                          |
|  |                                                                    |
|  | Daxiatitan                                                         |
|  |                                                                    |
|  | \| \| Tangvayosaurus \| \| \| \| \| \| Phuwiangosaurus \| \| \| \| |
|  |                                                                    |
|  | Tangvayosaurus                                                     |
|  |                                                                    |
|  | Phuwiangosaurus                                                    |
|  |                                                                    |

|  | Tangvayosaurus  |
|  |                 |
|  | Phuwiangosaurus |
|  |                 |